# Munro S. Edmonson
Munro Sterling Edmonson (nascut el 18 de maig, 1924 – mort el 15 de febrer, 2002) va ser un lingüista i antropòleg nord-americà reconegut per les seves contribucions a l'estudi dels llengües mesoamericanes i per preservar el patrimoni cultural mesoamericà. En el moment de la seva mort, en 2002, Edmonson era professor (emeritus) d'antropologia en la Universitat Tulane, Nova Orleans, Louisiana.

## Dades biogràfiques
Edmonson va publicar el 1971 una edició del Popol Vuh titulada El llibre dels consells: El Popol Vuh dels Maia Quitxé de Guatemala realitzada pel Middle American Research Institute (MARI) de la Universitat Tulane a Nova Orléans. Aquesta edició va ser tal vegada la primera a expressar la teoria que existeixen múltiples manuscrits del Popol Vuh.
Al febrer de 2002 Edmonson va morir en Nova Orleans a l'edat de 77 anys, d'una malaltia incurable de la sang.